# كولن كونينغهام
كولن كونينغهام (بالإنجليزية: Colin Cunningham) هو سباح بريطاني، ولد في 15 سبتمبر 1954 في ويدنس ‏ في المملكة المتحدة.

## وصلات خارجية
- كولن كونينغهام على موقع الاتحاد الدولي للسباحة (الإنجليزية)
- كولن كونينغهام على موقع SwimRankings.net (الإنجليزية)
- كولن كونينغهام على موقع اللجنة الأولمبية الدولية (الإنجليزية)
- كولن كونينغهام على موقع أوليمبيديا (الإنجليزية)
- كولن كونينغهام على موقع اللجنة الأولمبية البريطانية (الإنجليزية)
- كولن كونينغهام على موقع اتحاد ألعاب الكومنولث (مؤرشف) (الإنجليزية)